# Stylopodium

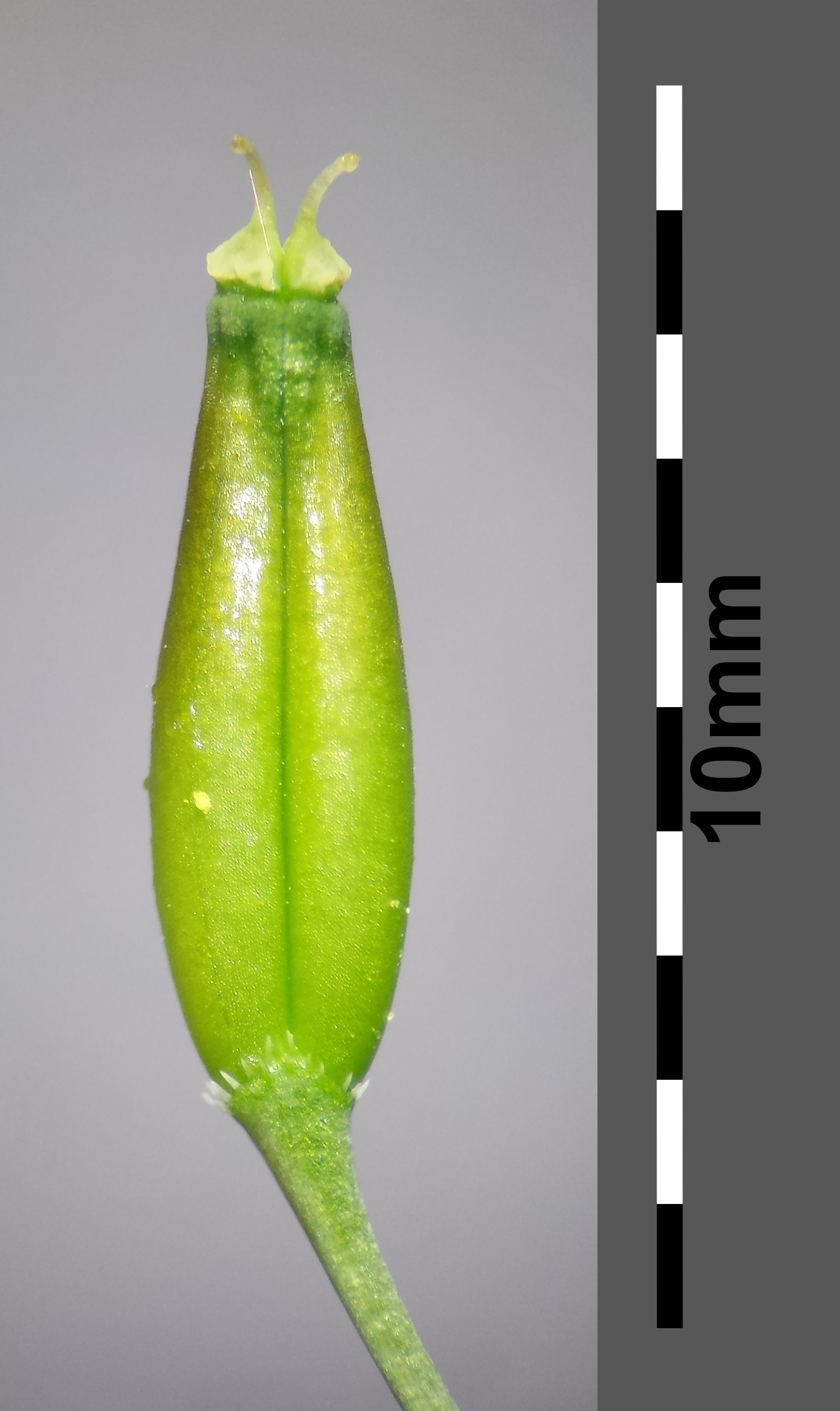
Rozłupka trybuli leśnej zwieńczona stylopodium, z którego wyrastają dwie szyjki słupka

Stylopodium – rozszerzona górna część owocolistka, w szczególności dolna część szyjki słupka, tj. znajdująca się tuż nad zalążnią. Twór jest charakterystyczny dla selerowatych, u których słupkowie składa się z dwóch owocolistków, w efekcie stylopodium składa się z dwóch połówek powstających z różnych owocolistków. Ma ono kształt stożkowaty lub poduszkowaty i stanowi krążek miodnikowy. Nad stylopodium znajdują się dwie szyjki słupka.